# Lijst van voetbalinterlands Denemarken - Letland
Deze lijst van voetbalinterlands is een overzicht van alle officiële voetbalwedstrijden tussen de nationale teams van Denemarken en Letland. De landen speelden tot op heden vier keer tegen elkaar. De eerste ontmoeting, een kwalificatiewedstrijd voor het Wereldkampioenschap voetbal 1994, werd gespeeld in Riga op 26 augustus 1992. Het laatste duel, een kwalificatiewedstrijd voor het Europees kampioenschap voetbal 2008, vond plaats op 17 oktober 2007 in Kopenhagen.

## Wedstrijden
| № | Plaats     | Datum            | Competitie           | Wedstrijd            | Uitslag |
| - | ---------- | ---------------- | -------------------- | -------------------- | ------- |
| 1 | Riga       | 26 augustus 1992 | WK 1994 kwalificatie | Letland – Denemarken | 0 – 0   |
| 2 | Kopenhagen | 14 april 1993    | WK 1994 kwalificatie | Denemarken – Letland | 2 – 0   |
| 3 | Riga       | 6 juni 2007      | EK 2008 kwalificatie | Letland – Denemarken | 0 – 2   |
| 4 | Kopenhagen | 17 oktober 2007  | EK 2008 kwalificatie | Denemarken – Letland | 3 – 1   |

## Samenvatting
| Competitie      | Totaal gespeeld | Winst Denemarken | Gelijk | Winst Letland | Doelsaldo Denemarken – Letland |
| --------------- | --------------- | ---------------- | ------ | ------------- | ------------------------------ |
| WK-kwalificatie | 2               | 1                | 1      | 0             | 2 − 0                          |
| EK-kwalificatie | 2               | 2                | 0      | 0             | 5 − 1                          |
| Totaal          | 4               | 3                | 1      | 0             | 7 − 1                          |

Wedstrijden bepaald door strafschoppen worden, in lijn met de FIFA, als een gelijkspel gerekend.

## Details

### Eerste ontmoeting
| WK 1994 kwalificatie (Riga, Letland, 26 augustus 1992):   |       |            |
| Letland                                                   | 0 – 0 | Denemarken |
|                                                           | goals |            |
| - Debuut van Vitālijs Astafjevs (Skonto FK) voor Letland. |       |            |

### Tweede ontmoeting
| WK 1994 kwalificatie (Kopenhagen, Denemarken, 14 april 1993): |       |         |
| Denemarken                                                    | 2 – 0 | Letland |
| Kim Vilfort 68' Mark Strudal 76'                              | goals |         |

### Derde ontmoeting
| EK 2008 kwalificatie (Riga, Letland, 6 juni 2007): |       |                                           |
| Letland                                            | 0 – 2 | Denemarken                                |
|                                                    | goals | 15' Dennis Rommedahl 17' Dennis Rommedahl |

### Vierde ontmoeting
| EK 2008 kwalificatie (Kopenhagen, Denemarken, 17 oktober 2007):                                                    |       |                    |
| Denemarken | 3 – 1 | Letland            |
| Jon Dahl Tomasson 7' (pen.) Ulrik Laursen 27' Dennis Rommedahl 90'                                                 | goals | 80' Kaspars Gorkšs |
| - Debuut van Chris Sørensen (OB Odense) voor Denemarken. - Debuut van Andrejs Butriks (FK Ventspils) voor Letland. |       |                    |